# Novas Diretrizes em Tempos de Paz
Novas Diretrizes em Tempos de Paz é uma peça teatral escrita por Bosco Brasil.
O texto, cuja ação se passa durante a ditadura de Getúlio Vargas, já no final da Segunda Guerra Mundial, narra a história de um judeu polonês, Clausewitz, refugiado de guerra. Disposto a esquecer os horrores da guerra, Clausewitz chega à Alfandenga brasileira em busca de uma nova vida, mas apenas com a roupa do corpo e algum conhecimento sobre da língua portuguesa.  Contudo é barrado por Segismundo, um funcionário da imigração e ex-torturador da polícia política de Vargas, em abril de 1945.  Clausewitz então se vê dependente da aprovação de Segismundo para permanecer no Brasil. Para piorar a situação do imigrante, experiente na "arte" de obter a verdade, Segismundo logo percebe que o pseudo-agricultor está mentindo. E faz uma proposta inesperada: se conseguir fazer Segismundo chorar, ele fica no Brasil; se não conseguir, voltará ao navio cargueiro de onde veio, que irá zarpar em dez minutos. Dá-se então um intenso embate de dois homens, que irmanados em suas derrotas pessoais, vão em busca da emoção, que poderá ou não devolvê-los a humanidade. 
A peça estreia em 2001 no Brasil no Teatro Ágora, em São Paulo com Jairo Mattos como Segismundo e Dan Stulbach como Clausewitz e direção de Ariela Goldman . Logo em seguida Tony Ramos assume o papel de Segismundo e a montagem conquista inúmeros prêmios. 
A peça foi adaptada para o cinema em 2009, mantendo no elenco Tony Ramos e Dan Stulbach nos papéis principais — sob a direção de Daniel Filho — e lançada no Brasil com o título Tempos de Paz. 
Em 2013 estreia no México  com uma tradução feita por José Antonio Falconi, quem também faz parte do elenco, interpretando o personagem de Segismundo, ao lado de Julien Le Gargasson como Clausewitz. A peça no México tem 9 temporadas e 90 apresentações até agora. Em palabras de Bosco Brasil a tradução feita em espanhol por José Antonio Falconi é a melhor e mais fiel ao texto original.  

## Prêmios
- Prêmio Shell — 2002
- Associação Paulista de Críticos de Arte — APCA, 2001.

## Montagens internacionais
| Ano da estreia | Título traduzido                       | País       | Cidade           | Diretor                                       | Observações                                                                                                |
| -------------- | -------------------------------------- | ---------- | ---------------- | --------------------------------------------- | --- |
| 2016           | Tiempos de Paz                         | Argentina  | Mendonza         | Daniel Posada                                 | adaptação da obra original - esta montagem participou de festivais no Chile, Panamá e República Dominicana |
| 2015           | Nuevas directrices para tiempos de paz | Porto Rico | San Juan         | Vicente Castro                                | |
| 2013           | Novas Diretrizes em Tempos de Paz      | Portugal   | Coimbra          | António Augusto Barros (Cia. Escola da Noite) | |
| 2013           | Nuevas directivas en tiempos de paz    | Uruguai    | Montevidéu       | Graciela Escuder (El Galpon)                  | |
| 2013           | Nuevas directrices para tiempos de paz | México     | Cidade do México | Gabriel Figueroa Pacheco                      | Estreou em 2013, em fevereiro de 2017 estreou a sétima temporada da montagem                               |
| 2011           | Nuevas directrices para tiempos de paz | Chile      | Santiago         | Compañía “BUVAS”                              | |
| 2011           | Nuove disposizioni per tempi di pace   | Itália     | Città di Rossano | Pietro Bontempo, dell'associazione "Orpheus"  | Attori: Alessandro Castriota Scanderbeg - Sigismundo Vittorio Chia - Clausewitz                            |